# (30495) 2000 QZ72
2000 كيو زد 72 (ويعرف أيضًا باسم (30495) 2000 كيو زد 72 وفق تسمية الكوكب الصغير) (بالإنجليزية: 2000 QZ72)‏ هو كويكب ضمن حزام الكويكبات؛ وترتيبه 30495 من حيث الاكتشاف.
اكتُشف هذا الجُرم الفلكي بواسطة بحث لنكولن عن الكويكبات القريبة من الأرض في 24 أغسطس 2000.

## وصلات خارجية
- (30495) 2000 QZ72 في قاعدة بيانات مختبر الدفع النفاث لأجرام النظام الشمسي الصغيرة

- الاكتشاف · مخطط المدار ·  العناصر المدارية · المعلمات المادية

- (30495) 2000 QZ72 على موقع ويكي سكاي: DSS2, SDSS, GALEX, IRAS, Hydrogen α, X-Ray, Astrophoto, Sky Map, Articles and images